# Soloe
Soloe es un  género de polillas perteneciente a la familia Erebidae. Es originario de África.

## Especies
- Soloe fumipennis Hampson, 1910
- Soloe sexamaculata (Plötz, 1880)
- Soloe splendida Toulgoët, 1980
- Soloe trigutta Walker, 1854
- Soloe tripunctata Druce, 1896